# Предапио
Преда̀пио (на италиански: Predappio, на местен диалект la Prè, ла Пре) е малък град и община в северна Италия, провинция Форли-Чезена, регион Емилия-Романя. Разположен е на 133 m надморска височина. Населението на общината е 6507 души (към 2012 г.).
В общинската територия се намира село Довия (Dovia), където в 29 юли 1883 г. е роден италианският диктатор и създател на фашизма Бенито Мусолини.